# اتی مادن
اتی مادن (انگلیسی: Eti Maden) شرکت دولتی استخراج معدن ترکیه‌ای است، که در سال ۱۹۹۳ توسط اتیبنک تأسیس شد.